# The Dictators
The Dictators je americká protopunková skupina, založená v roce 1973 v New York City. Později hrál kytarista této skupiny Ross Friedman ve skupině Manowar.

## Diskografie
- The Dictators Go Girl Crazy! (1975)
- Manifest Destiny (1977)
- Bloodbrothers (1978)
- Fuck 'Em If They Can't Take a Joke (1981)
- The Dictators Live, New York, New York (1998)
- D.F.F.D. (2001)
- Viva Dictators (2005)
- Every Day Is Saturday (2007)

### jako Manitoba's Wild Kingdom
- Mondo New York (soundtrack) (1988)
- ...And You? (1990)